# 기술윤리학
기술윤리학(descriptive ethics) 또는 비교윤리학(comparative ethics)은 도덕성에 대한 사람들의 신념을 연구하는 학문이다. 이는 사람들이 어떻게 행동해야 하는지를 규정하는 윤리 이론을 연구하는 규범윤리학, 그리고 윤리적 용어와 이론이 실제로 무엇을 가리키는지 연구하는 메타윤리학과 대조된다. 각 분야에서 고려할 수 있는 질문의 다음 예는 필드 간의 차이점을 보여준다.
- 기술윤리학: 사람들은 무엇이 옳다고 생각하는가?
- 메타윤리학: "옳다"는 것은 무엇을 의미하는가?
- 규범윤리학: 사람들은 어떻게 행동해야 하는가?
- 응용윤리학: 도덕적 지식을 어떻게 실천하고 실천할 수 있는가?

## 같이 보기
- 실험 철학
- 도덕심리학